# Fita da consciência
Fita da Consciência (português brasileiro) ou laço solidário (português europeu) são símbolos destinados a mostrar apoio ou aumentar a consciência por uma causa. Cores e padrões diferentes estão associados a diferentes problemas.

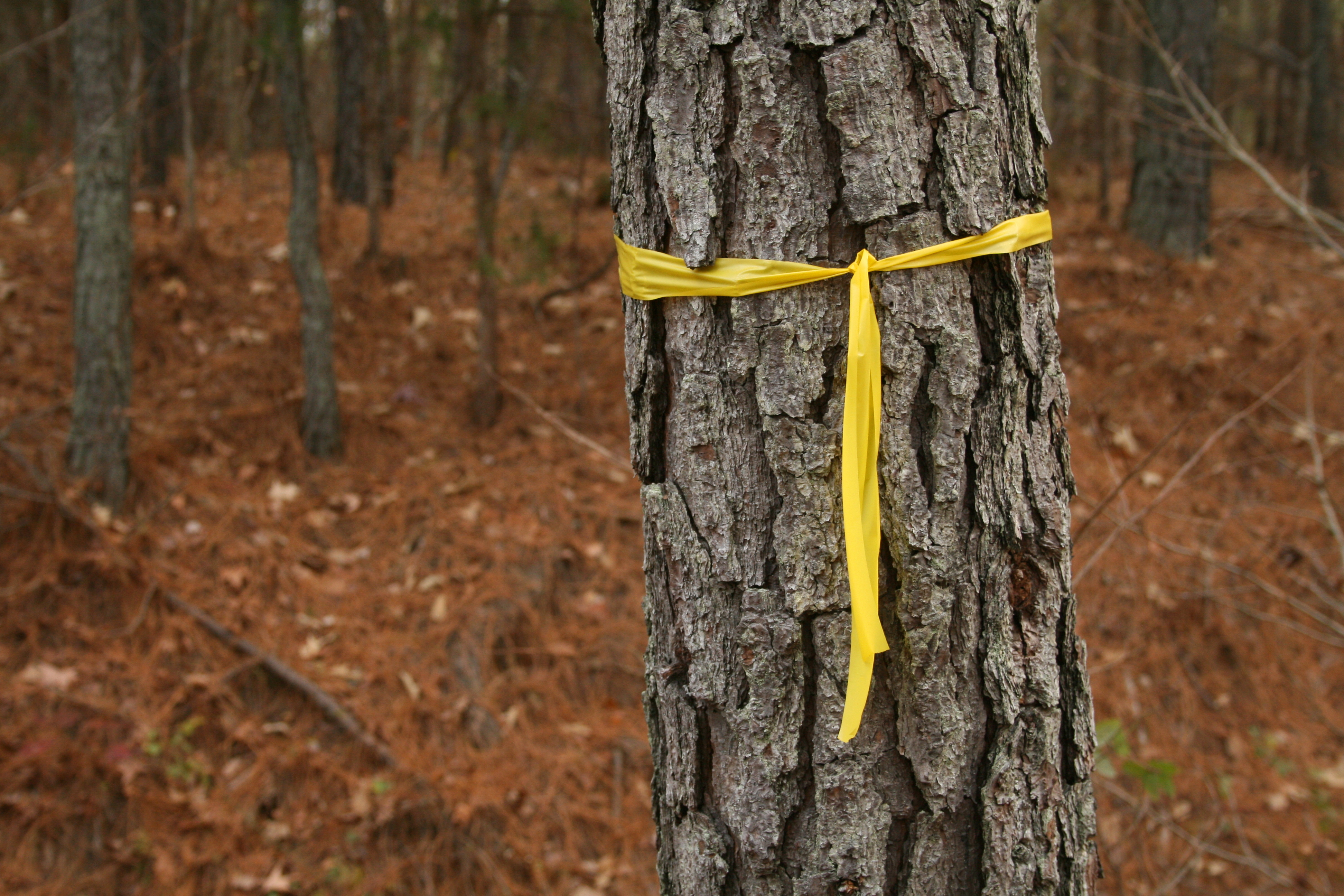
Fita amarela em uma árvore

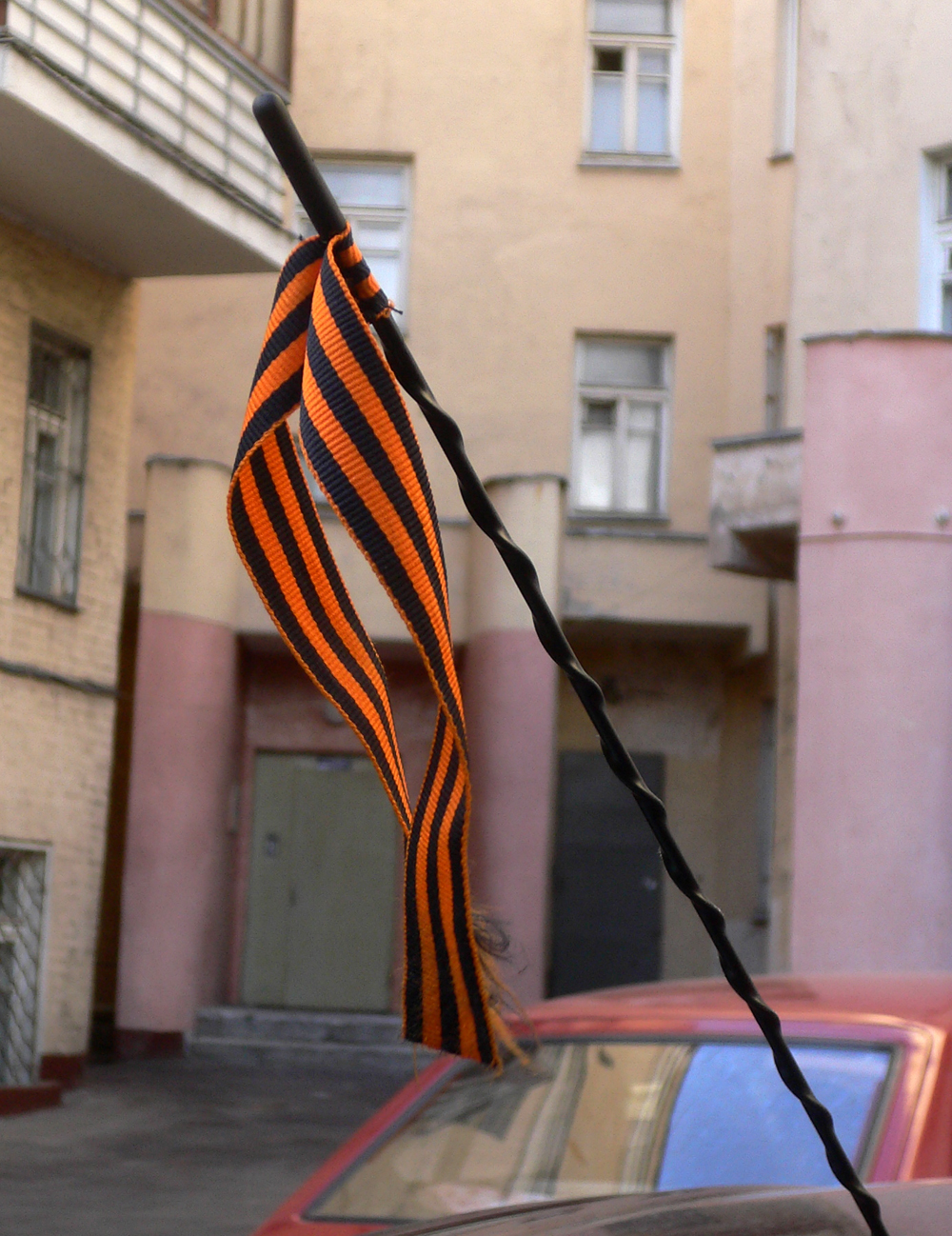
A fita listrada de São Jorge, vista amarrada a um carro em Moscou, é um símbolo de valor militar na Rússia, amplamente associado ao patriotismo russo.

Fitas amarelas, nos Estados Unidos, são usadas para mostrar que um familiar próximo está no exterior no serviço militar. Na Rússia, Bielorrússia e outros países da antiga União Soviética, fitas douradas com faixas pretas são usadas para celebrar a vitória dos Aliados na Segunda Guerra Mundial (9 de maio) ou nos tempos modernos, para mostrar lealdade a Putin e ao Kremlin.
Dos usos de fitas para chamar a atenção para questões de saúde, talvez a mais conhecida seja a fita rosa para apoio de quem tem câncer de mama. A fita rosa é utilizada pela campanha de conscientização "Outubro Rosa", tendo como objetivo principal alertar as mulheres e a sociedade sobre a importância da prevenção e do diagnóstico precoce do câncer de mama. Outras questões de saúde e sociais que adotaram fitas coloridas incluem a doença de Alzheimer (roxo), HIV / AIDS (vermelho), transtorno bipolar (verde) e distúrbio cerebral ou incapacidade (prata).
O uso político de fitas inclui fitas vermelhas usadas para comemorar a Revolução de Outubro (7 de novembro) na antiga União Soviética e fitas laranja usadas na Revolução Laranja na Ucrânia.
Outros ornamentos, incluindo flores (de tipos específicos), pulseiras e distintivos podem ter essencialmente o mesmo propósito de chamar a atenção para uma causa. Estes incluem papoulas, rosetas e pulseiras.

## História
As primeiras fitas que foram representadas como objetos significativos na história foram os símbolos dados aos cavaleiros durante a Idade Média na Europa. A fita amarela veio do Exército Puritano durante a Guerra Civil Inglesa. De lá, se espalhou para as Américas, onde o Exército dos Estados Unidos se associou a ela. Uma fita amarela foi mencionada em uma canção de marcha cantada pelos militares nos Estados Unidos. No ano de 1917, George A. Norton fez o copyright da música pela primeira vez. O título da canção foi "Round Her Neck She Wears a Yeller Ribbon" (em português: "Em volta do pescoço ela usa uma fita amarela"). Na década de 1940, a canção foi reescrita por vários músicos.
No início dos anos 1970, a música "Tie a Yellow Ribbon Round the Ole Oak Tree" (em português: "Amarre uma fita amarela em volta da árvore de carvalho") foi lançada e, com base nessa música, a esposa de um refém do Irã, Penney Laingen, foi a primeira a usar a fita como símbolo de consciência. Amarrou fitas amarelas em volta das árvores, para ilustrar o desejo de que o marido voltasse para casa. Seus amigos e familiares seguiram a tendência. Como muitos indivíduos conseguiram ver essa mensagem, a "fita se tornou um meio".
Em maio de 1986, a AIDS Faith Alliance, mais tarde conhecida como Christian Action on AIDS (Ação Cristã contra a AIDS), realizou uma conferência aberta sobre a AIDS em Notting Hill Gate, em Londres, apoiada pelo Arcebispo de Canterbury e outros líderes da igreja cristã do Reino Unido. Fitas de arco-íris foram dadas para todos os presentes. O propósito da Christian Action on AIDS, uma instituição oficial da Igreja da Inglaterra cujo fundador / presidente era Barnaby Miln, era envolver as igrejas cristãs em todo o mundo na crise da AIDS. A Christian Action on AIDS dobrou em em 1991.
Em 1991, a fita vermelha foi criada pelo Visual AIDS Artists Caucus, um grupo de artistas de Nova York e ativista da AIDS. Eles queriam criar um símbolo visual para demonstrar compaixão pelas pessoas que vivem com aids e seus cuidadores. A cor vermelha foi escolhida por sua "conexão com o sangue e a ideia de paixão" - tanto raiva quanto amor. Durante o Tony Awards de 1991, o ator Jeremy Irons usou a fita vermelha brilhante presa em seu peito. Embora o simbolismo da fita não pudesse ser discutido no ar, a mídia e o público notaram a fita atraente, e sua popularidade cresceu da noite para o dia. A fita vermelha foi intencionalmente não protegida por direitos autorais nos Estados Unidos, para permitir que ela fosse usada e usada amplamente como um símbolo na luta contra a AIDS. O ano de 1992 foi declarado pelo The New York Times como "O ano da fita".
Hoje, a fita vermelha é um símbolo internacionalmente reconhecido de conscientização sobre a AIDS e um ícone de design. Ele abriu o caminho para muitas outras fitas coloridas e projetos de conscientização.